# (90926) Stáhalík
(90926) Stáhalík, désignation internationale (90926) Stahalik, est un astéroïde de la ceinture principale.

## Description
(90926) Stahalik est un astéroïde de la ceinture principale. Il fut découvert le 22 septembre 1997 à l'Observatoire Kleť par Miloš Tichý. Il présente une orbite caractérisée par un demi-grand axe de 2,33 UA, une excentricité de 0,13 et une inclinaison de 5,0° par rapport à l'écliptique.

## Compléments